# Volturnalia
Volturnalia – rzymskie święto obchodzone 27 sierpnia ku czci Volturnusa boga wód i strumieni.
Volturnus był pierwotnym bóstwem rzek, później identyfikowany był jako bóg Tybru. Rzeka Volturno płynąca w południowych Włoszech bierze od niego swoje imię. Volturnus był ojcem bogini Juturny, która pierwotnie była opiekunką źródła w Lacjum, w pobliżu rzeki Numicus, później sadzawki w pobliżu Świątyni Westy na Forum Romanum.
Ku ich czci w tym dniu ucztowano, pito wino i organizowano igrzyska.